# Манифест Рассела — Эйнштейна
Манифест Рассела — Эйнштейна — антивоенное воззвание, написанное группой известных учёных в 1955 году. Оно положило начало Пагуошскому движению учёных, выступающих за мир, за разоружение, международную безопасность, за предотвращение мировой ядерной войны и научное сотрудничество.
Этот манифест подписали 11 всемирно знаменитых учёных: А. Эйнштейн, Ф. Жолио-Кюри, Б. Рассел, М. Борн, П. У. Бриджмен,  Л. Инфельд, Г. Дж. Мёллер, Л. Полинг,  С. Ф. Пауэлл, Дж. Ротблат, Х. Юкава.
В Манифесте, в частности, говорилось:
Мы считаем, что в том трагическом положении, перед лицом которого оказалось человечество, учёные должны собраться на конференцию для того, чтобы оценить ту опасность, которая появилась в результате создания оружия массового уничтожения, и вынести резолюцию в духе прилагаемого проекта… Почти каждый человек, который остро чувствует политическую обстановку, питает симпатию или антипатию к той или иной проблеме; но мы хотим, чтобы вы, если это возможно, отбросили эти чувства и рассматривали себя только как представителей одного биологического вида, имеющего замечательную историю развития, и исчезновения которого никто из нас не может желать.
Общественность и даже многие государственные деятели не понимают, что будет поставлено на карту в ядерной войне… Все хорошо знают, что новые бомбы более мощные по сравнению со старыми… одной водородной бомбы хватило бы для того, чтобы стереть с лица Земли крупнейшие города, такие как Лондон, Нью-Йорк и Москва. Нет сомнения, что в войне с применением водородных бомб большие города будут сметены с лица Земли. Но это ещё не самая большая катастрофа, с которой придется столкнуться… теперь мы знаем, особенно после испытаний на Бикини, что ядерные бомбы могут постепенно приносить смерть и разрушение на более обширные территории, чем предполагалось. Мы авторитетно заявляем, что сейчас может быть изготовлена бомба в 2500 раз более мощная, чем та, которая уничтожила Хиросиму. Такая бомба, если она будет взорвана над землёй или под водой, посылает в верхние слои атмосферы радиоактивные частицы. Они постепенно опускаются и достигают поверхности земли в виде смертоносной радиоактивной пыли или дождя… Никто не знает, как далеко могут распространяться такие смертоносные радиоактивные частицы. Но самые большие специалисты единодушно утверждают, что война с применением водородных бомб вполне может уничтожить род человеческий.
Многие видные учёные и авторитеты в области военной стратегии не раз предупреждали об опасности. Ни один из них не скажет о том, что гибельные результаты неизбежны. Они считают, что катастрофа вполне возможна и что никто не может быть уверен в том, что её можно избежать… Мы установили, что люди, которые знают очень много, выражают наиболее пессимистические взгляды. Поэтому, вот вопрос, который мы ставим перед вами, вопрос суровый, ужасный и неизбежный: согласны ли мы уничтожить человеческий род, или человечество откажется от войн? Людям необычна такая альтернатива, им очень трудно отказаться от войны… Люди едва ли представляют себе, что опасности подвергаются они сами, их дети и внуки, а не только абстрактно воспринимаемое понятие «человечество». Они не могут заставить себя осознать то, что им самим и их близким грозит неминуемая опасность погибнуть мучительной смертью. И поэтому люди полагают, что войны могут продолжаться при условии, что посредством международных договоров будет запрещено использовать современное оружие.
Все мы пристрастны в своих чувствах. Однако, как люди, мы должны помнить о том, что разногласия между Востоком и Западом должны решаться только таким образом, чтоб дать возможное удовлетворение всем: коммунистам или антикоммунистам, азиатам, европейцам или американцам, белым и чёрным. Эти разногласия не должны решаться силой оружия. Мы очень хотим, чтобы это поняли как на Востоке, так и на Западе.
Несмотря на апокалиптические предсказания последствий ядерной войны, учёные в заключении Манифеста высказали большой оптимизм:
Перед нами лежит путь непрерывного прогресса, счастья, знания и мудрости. Изберём ли мы вместо этого смерть только потому, что не можем забыть наших ссор? Мы обращаемся как люди к людям: помните о том, что вы принадлежите к роду человеческому, и забудьте обо всём остальном. Если вы сможете сделать это, то перед вами открыт путь в новый рай; если вы это не сделаете, то перед вами опасность всеобщей гибели.

9 июля 1955 г. Лондон
Резолюцией Манифеста были слова:
В связи с тем, что в будущей мировой войне будет непременно использовано ядерное оружие и поскольку это оружие угрожает существованию рода человеческого, мы настаиваем, чтобы правительства всех стран поняли и публично заявили, что споры между государствами не могут быть разрешены в результате развязывания мировой войны. Мы требуем, чтобы они находили мирные средства разрешения всех спорных вопросов.

## Краткая история
Началом будущих Пагуошских конференций, первая из которых состоялась 7—11 июля 1957 года, послужил этот манифест. На конференциях преимущественно выступали физики-ядерщики. Основным вопросом была задача контроля за ядерными вооружениями. В конференциях приняли участие и советские учёные: академики Д. В. Скобельцын, А. В. Топчиев, член-корреспондент АН СССР А. М. Кузин и др.
Начиная с 3-й конференции 1958 года, к группе в качестве заместителя председателя Советского Пагуошского комитета присоединился Е. К. Фёдоров.
В 1964 году решением ЦК КПСС группа советских учёных, принимавших участие в международном Пагуошском движении (прежде всего академик М. Д. Миллионщиков, а с 1977 года и академик В. И. Гольданский), была преобразована в Советский Пагуошский комитет при Президиуме АН СССР. Впоследствии в нём принимали участие помимо западных учёных многие видные учёные из СССР и других стран мира.
С 1968 года «пагуошцы» работали над «Договором о запрещении ядерных испытаний в трёх средах», который был первым шагом на пути к всеобщему запрещению ядерного оружия.
В 2005 году мировая научная общественность отметила 50-летие со дня оглашения Манифеста Рассела-Эйнштейна.
Встречи учёных в рамках Пагуошского движения, которых к 2005 году состоялось более 300, проходили в различных странах мира. Они внесли неоценимый вклад в развитие международного научного сотрудничества. На конференциях происходила выработка текстов и создание предпосылок улучшения политического климата. Они стали веским фактором для принятия основополагающих международных соглашений XX века.